# Charles Van Halteren
Charles Paul Marie Van Halteren (Maldegem, 25 mei 1828 - Brussel, 27 november 1895) was een Belgisch senator.

## Levensloop
Van Halteren was een zoon van de brouwer Jacques Van Halteren en van Isabelle Stockmans. Hij trouwde met Elisa Borremans.
Hij promoveerde tot kandidaat notaris (1853) aan de universiteit van Gent en werd notaris in Brussel (1868-1895). Van 1889 tot 1891 was hij voorzitter van de kamer van notarissen voor het arrondissement Brussel. Hij werd opgevolgd door vijf opeenvolgende generaties Van Halteren, onder meer door Pierre Van Halteren (1911-2009), die burgemeester van Brussel werd.
In 1892 werd hij liberaal senator voor het arrondissement Brussel en vervulde dit mandaat tot in 1894.